# Year of Sunday
| Recensione              | Giudizio |
| ----------------------- | -------- |
| AllMusic                |          |
| Dizionario del Pop-Rock |          |

Year of Sunday è il terzo album a nome Seals & Crofts, pubblicato dalla Warner Bros. Records nel novembre del 1971 .

## Tracce

### LP (1971, Warner Bros. Records, BS 2568)
Lato A
Testi e musiche di Jim Seals e Dash Crofts, eccetto dove indicato.
1. When I Meet Them – 3:15
2. 'Cause You Love – 3:22
3. Antoinette – 3:37
4. High on a Mountain – 4:08 (Bobby Lightig, Jim Seals)
5. Year of Sunday – 5:48

Durata totale: 20:10
Lato B
Testi e musiche di Jim Seals e Dash Crofts, eccetto dove indicato.
1. Paper Airplanes – 2:41
2. Irish Linen – 3:27
3. Springfield Mill – 3:05 (Jim Seals, Vince Clark)
4. Ancient of the Old – 3:25
5. Sudan Village – 4:08

Durata totale: 16:46

## Musicisti
- Jim Seals – voce, chitarra
- Dash Crofts – voce, mandolino
- Larry Muhoberac – tastiere
- Bobby Lightig – basso
- Russell Kunkel – batteria
- Victor Feldman – percussioni

### Produzione
- Louie Shelton – produzione
- Registrazioni effettuate al Morgan Studios di Londra (Inghilterra) e al A&M Studios di Hollywood, California
- Michael Bobak e Paul Tregurtha (Morgan Studios) e Henry Lewie e Ray Gerhardt (A&M Studios) – ingegneri delle registrazioni
- Ed Thrasher – grafica copertina album originale
- Norman Seeff – foto copertina album [4]